# Nhà thờ Tổng lãnh thiên thần Michael ở Vrbno pod Pradědem
Nhà thờ Tổng lãnh thiên thần Michael ở Vrbno pod Pradědem (tiếng Séc: Kostel svatého Michaela archanděla ve Vrbně pod Pradědem) là một nhà thờ Công giáo La Mã được xây dựng vào thế kỷ 19, thuộc giáo phận Ostrava-Opava, tọa lạc ở thị trấn Vrbno pod Pradědem, huyện Bruntál, vùng Moravskoslezský, Cộng hòa Séc. Thánh đường này có tên trong danh sách các di tích văn hóa cấp quốc gia.

## Lịch sử
Ban đầu, một nhà thờ bằng gỗ ở Vrbno pod Pradědem đã bị những giáo dân đạo Tin lành phá hủy vào năm 1626. Trong giai đoạn 1634 - 1637, công trình bằng gỗ này đã được xây dựng lại thành một nhà thờ bằng đá theo lệnh của Thống đốc Georg Wilhem von Elkerhausen. Nhà thờ sau đó đã bị phá bỏ vào năm 1837 vì không đủ sức chứa. Nhà thờ mới dành riêng cho Tổng lãnh thiên thần Michael (tồn tại cho đến ngày nay) được xây dựng trong giai đoạn 1837 - 1844.

## Kiến trúc
Nhà thờ được xây dựng theo phong cách Đế chế. Phía trước nhà thờ có một đài phun nước và một cây thánh giá (từ năm 1825). Bên trong nhà thờ có ba bàn thờ. Bàn thờ chính được trang trí bằng những tác phẩm điêu khắc của các vị Thánh (Thánh Phêrô và Thánh Phaolô) và bức tượng Tổng lãnh thiên thần Michael với một thanh gươm đang đánh bại quỷ Satan. Ở hai bên nhà thờ là hai bàn thờ phụ dành riêng cho Đức Mẹ Đồng trinh Maria và Thánh Giuse. Ngoài ra, trong hội đường nhà thờ có thể nhìn thấy nhiều bức tranh hoặc tượng phác họa các nhân vật và sự kiện chính trong Kinh thánh, chẳng hạn: Isaac, Truyền tin, Ba Ngôi và Chúa Giêsu.